# Boris Baromykin
Boris Baromykin (29. května 1941 Třebíč – 1. dubna 2024 Praha) byl český kameraman, režisér a fotograf.

## Biografie
Boris Baromykin se narodil v roce 1941 v Třebíči, jeho otcem byl třebíčský lékař a zubař Alexander Baromykin.
Otec Borise Alexandr se narodil v roce 1893 v tehdejším carském Rusku v městě Majkop v rodině obchodníka. Po maturitě krátce studoval na lékařské fakultě v Petrohradě a vojenské akademii v Kyjevě, následně musel narukovat a jako důstojník carské armády vstoupil do bojů první světové války na východní frontě. V roce 1921 emigroval do Československa, kde získal politický azyl, vystudoval medicínu na Karlově univerzitě v Praze (1922-1928) a jako lékař odešel do nemocnice v Třebíči, kde se později oženil s Markétou Smržovou a založil rodinu. Po druhé světové válce byl zatčen ruskými vojáky a očekávalo se jeho odvlečení, pro lékařskou odbornost mohl však zůstat v Československu. Zemřel v roce 1966 v Třebíči.  
Boris se narodil jako nejmladší ze tří dětí. Měl sestru Naďu a bratra Alexandera.
Boris Baromykin nastoupil roku 1947 do obecné školy v Třebíči a roku 1955 začal studovat tehdejší Jedenáctiletou střední školu (později Gymnázium Třebíč). Již od svých dvanácti let fotografoval nejrůznější zákoutí v Třebíči, zejména tamní židovskou čtvrť. Maturoval v roce 1958 a pokusil se absolvovat přijímací zkoušky na Filmovou fakultu AMU v Praze. Nebyl přijat a nastoupil do továrny UP závodů v Třebíči, kde pracoval jako pomocný dělník. V příštím roce se již na Filmovou fakultu dostal a tak v roce 1960 nastoupil na obor kamera. Vystudoval u prof. Jana Kališe a Jána Šmoka.. V roce 1961 se poprvé objevil jako asistent kamery při práci na filmu Strop, který režírovala Věra Chytilová a poté na absolventském filmu Turista režiséra Evalda Schorma. Roku 1964 pak absolvoval samostatným autorským filmem Pro mnohé oči (scénář, kamera, režie), který se dokumentární formou z různých úhlů pohledu věnoval názorům na současné moderní výtvarné umění. Film se nedochoval.
Mezi lety 1964 a 1966 absolvoval základní vojenskou službu, při které pracoval jako reprodukční fotograf ve vojenské pojízdné tiskárně, ale také jako fotograf a kameraman dokumentoval život a dění u útvaru. Své vojenské fotografie měl možnost uplatnit také v novém vydání známé fotografické učebnice od Hanse Windische: Nová škola fotografie (SNTL 1968). 
Po návratu z vojenské základní služby zůstal na volné noze a jako externí kameraman příležitostně pracoval v Československé televizí v Praze a Košicích na nejrůznějších pořadech, inscenacích a přímých přenosech. Jako fotograf a publicista spolupracoval také s některými časopisy, divadly a hudebními skupinami (časopis Květy, divadlo Rokoko, Apollo , Černé divadlo, Rubín, Maringotka a j.). V roce 1967 přijal nabídku na stálé zaměstnání režiséra Zahraničního vysílání Československého rozhlasu, které mu umožňovalo věnovat se i nadále fotografii. Boris Baromykin byl ženatý a měl dceru Markétu a syna Petra.             
Při prvním výročí okupace v srpnu 1969 byl při fotografování demonstrace v Praze zadržen Lidovými milicemi a strávíl tři týdny v pankrácké věznici. V roce 1970 se vrátil ke své původní profesi a stal se kameramanem loutkového filmu ve Studiu Jiřího Trnky Krátkého filmu Praha. Zde natočil řadu loutkových a animovaných filmů nejrůznějších technologií s předními režiséry tohoto oboru. Jako kameraman spolupracoval ve studiu Prométheus také na celovečerním česko-francouzském animovaném filmu Divoká planeta (režie René Laloux), který byl v roce 1973 oceněn cenou poroty na filmovém festivalu v Cannes.
Boris Baromykin v roce 1976 musel  pro vážné oční onemocnění své kameramanské činnosti zanechat, ale v Krátkm filmu působil dál jako režisér a scenárista, zejména kreslených filmů ve Studiu Bratři v triku. V Krátkém filmu pracoval až do roku 1991, kdy byl spolu s dalšími propuštěn.
Vrátil se ke svobodnému povolání a v následujícím období se jako scenárista a režisér podílel na několika reklamních filmech, Určitou dobu působil také v Třebíči jako komerční portrétní fotograf s malým ateliérem. Jako fotograf spolupracoval také na několika dokumentárních filmech pro Českou televizi, ale zejména na celovečerním  hraném filmu Otesánek režiséra Jana Švankmajera (2001). 
Po roce 2000 odešel do důchodu a věnoval se práci ve svém fotografickém archivu. Uspořádal několik retrospektivních výstav. Zemřel po těžké nemoci v Praze, 1. dubna 2024.[chybí lepší zdroj]

## Dílo
První fotografie pochází z roku 1954, kdy se začal věnovat fotografické tvorbě v prostředí města Třebíče.  Působil pak jako fotograf hudebních skupin nebo divadel. Boris Baromykin ve svém souboru fotografií z let mezi 1955 až 1964 mapoval Třebíč a Prahu. Kolem roku 1967 byla na vrcholu jeho fotografická tvorba z prostředí pražských divadel. Působil jako externí pracovník československé televize a mohl se tak poměrně důkladně věnovat dokumentaci pražských divadel, primárně se věnoval divadlu Rokoko, divadlu Apollo nebo Černému divadlu. Mimo dokumentaci činnosti divadla se věnoval i portrétní fotografii herců.
Působil také jako fotograf z prostředí pražské jazzové scény nebo jako fotograf portrétní. Portrétní fotografii se věnoval průběžně po celý život, kdy základy položil při studiu na FAMU. Při dokumentaci divadel se také věnoval portrétní fotografii, kdy se věnoval fotografování tehdejších mladých hvězd jako byli např. Karel Gott, Jaromír Hanzlík nebo Pavlína Filipovská. Později pořizoval portréty svých přátel – umělců z různých sfér umění, jako například Cyrila Boudu nebo Pavla Diase. V sedmdesátých a osmdesátých letech se věnoval i fotografiím z oblasti filmu. V roce 2001 spolupracoval s Janem Švankmajerem na filmu Otesánek.

### Výstavy
- Skryté poklady – Liturgický rok, Dům umění města Brna, Brno, 1997, (kolektivní výstava)
- Boris Baromykin: Třebíč mých vzpomínek (fotografie z let 1956–1958), Malovaný dům, Třebíč, 1998
- Boris Baromykin: Fotografické návraty (fotografie z české hudební scény 60. let), Divadlo U hasičů, Praha, 2004
- Boris Baromykin: Co všechno odnes čas (retrospektivní výstava fotografií), Malovaný dům, Třebíč, 6. 5. 2009 – 28. 6. 2009[12][13]
- Boris Baromykin: Co čas už nevrátí – Praha 60. let ve fotografiích Borise Baromykina (dokumentární fotografie Prahy a hudební scény 60. let), Muzeum hlavního města Prahy, Praha, 12. 5. 2015 – 11. 10. 2015
- Všední den v české fotografii 50. a 60. let, Galerie výtvarných umění v Chebu, 2018
- Putovní výstava ke 100. výročí divadla Rokoko (2015) (kolektivní výstava)

### Filmová kamera
- Každý den má svoje meno – studentský středometrážní film, 1961, (kamera: Boris Baromykin – dokumentární černobílá část, Andrej Barla – hraná barevná část), režie: Juraj Jakubisko
- Prípad Velana – středometrážní dokumentární film pro ČT Košice, 1967, (Juľo Schmidt)
- Vdova z Efezu, 1971 (režie Jaroslav Boček)
- O statečné Kačence aneb krčma hrůzy, 1972, loutkový film (Jaroslav Boček)
- Patrick a Putrick série loutkových filmů pro švédskou televizi, 1972 (Jan Karpaš)
- Nedokončený víkend – ze seriálu Smrtící vůně, 1970 (Václav Bedřich)
- Zpívající loď, 1971 (Ivan Renč)
- Žvahlav aneb šatičky Slaměného Huberta, 1971 (Jan Švankmajer)
- Jsouc na řece mlynář jeden, 1971 (Jiří Brdečka)
- Kdyby všechno vojsko světa – reálová část, (1971) (Zdeněk Smetana)
- Pohádky z šípkového keře (Oušek a Zoubek), 1971, TV seriál večerníčků (Bohuslav Šrámek)
- Kluci pozor červená, 1971, TV seriál večerníčků (Jaroslav Boček)
- Kluk z plakátu, 1974 TV seriál večerníčků (Josef Kábrt)
- Divoká planeta, , česko-francouzský celovečerní animovaný scifi film 1973 (René Laloux)
- Krabi,1976 (Václav Mergl)
- Byla jedna koťata, 1977, TV seriál večerníčků (Ladislav Čapek)
- Vlašťovičky, 1974, TV seriál večerníčků (Ladislav Čapek)
- Svatební košile, 1978 (Josef Kábrt)
- Bajka ze života zvířat a lidí, 1976 (Zdeněk Smetana)
- Příběhy Odysseovy (3 díly), 1974, (Josef Kábrt)
- Drak Neborák, 1974 (seriál večerníčků pro slovenskou  televizi) (Ladislav Čapek)
- Obrazová znělka pro slovenské večerníčky (Ladislav Čapek)

### Režie
- Kolo, 1978
- Omalovánky, 1984
- Pohádky z Větrné Lhoty, 1985 (TV seriál, autor Daniela Fišerová)
- Animato, 1987
- Sentimentální příběh, 1988/9[14]
- Hypotéza, 1988[14]
- Pestrý život jedné kočky, 1989 (TV seriál, autor Rudolf Čechura, výtvarník Jiří Plass)
- Večírek, 1989

## Ocenění
- Soutěž tvořivosti mládeže, v okresním i krajském kole 1. místo ve své kategorii a v celostátním kole Čestné uznání
- Cena Jiřího Trnky na Festivalu pro děti v Gottwaldově, 1985 (za film Omalovánky)
- Cena deníku Rovnost na Festivalu pro děti v Gottwaldově, 1985 (za film Omalovánky)
- První cena na mezinárodním festivalu dětských filmů v Chicagu, 1985 (Chicago International Children's Film Festival), (za film Omalovánky)
- Cena poroty na Světovém filmovém festivalu v Montrealu, 1989 (Montreal Film Festival), (za krátkometrážní film Sentimentální film)
- Cena „Kalendář roku“ za fotografický kalendář 2021, (vydala tiskárna Helbich Brno)
- Cena města Třebíče za rok 2021 za významnou  fotografickou tvorbu,dlouhodobou práci v oblasti filmu a propagaci našeho města